# 俄羅斯共和國臨時議會
俄罗斯共和国临时议会（俄语：Временный совет Российской республики，又称预备议会）是俄罗斯共和国的一个立法会议。它于1917年10月20日在马林斯基宫召开，但1917年11月7日/8日被布尔什维克解散。它由一个由五名成员组成的主席团领导，尼古拉·阿夫克先季耶夫（社会革命党）担任主席。